# Boviolles
Boviolles é uma comuna francesa na região administrativa de Grande Leste, no departamento de Meuse. Estende-se por uma área de 8,13 km². Em 2010 a comuna tinha 100 habitantes (densidade: 12,3 hab./km²).